# МузАРТ
МузАРТ — казахстанский вокально-инструментальный ансамбль. Изначально группа состояла из трех певцов, в данное время из восьми: Мейрамбек Беспаев, Сакен Майгазиев, Кенжебек Жанабилев , Галымжан Артыкбаев, Ерлан Кулахметов, Бексултан Арман, Ерик Жасакбаев. Арт-директором группы является Ерлан Жунисбай, музыкальным директором-Бексултан Арман.

## История
В апреле 2001 года создалась группа «МузАРТ». Первоначальный состав группы: Сакен Майгазиев, Мейрамбек Бесбаев и Максат Базарбаев. Первая песня группы- «Сенің көзің», автор слов-Мукагали Макатаев, автор песни-Канат Ибраимов.
- 16-17 декабря 2003 года состоялся концерт под названием «Өз елім».
- С 2003-го по 2004-й годы — прошли гастроли в России и Китае.
- В 2005 году Максат Базарбаев покинул группу, вместо него пришел Кенжебек Жанабилов.
- В 2006 году в Турции состоялся сольный концерт группы.
- В 2007 году состав группы увеличился до 8 человек и стал вокально-инструментальным ансамблем.
- В мае 2008 года прошел отчетный концерт вокально-инструментальной группы «МузАРТ».
- 14 декабря 2008 года Ансамбль дал сольный концерт в городе Санкт-Петербург.
- В 2011 году группе "МузАРТ"исполнилось 10 лет, в связи с этим 27 апреля состоялся концерт в городе Астана.
- 20 апреля 2013-го года — 12-летие группы — концерт в городе Алматы, во Дворце Республики.

## Творчество
Песни вокально-инструментальной группы в основном относятся к жанру поп-музыки. А также можно найти в репертуаре ансамбля народные и ретро песни. За 10 лет у группы имеется 46 песен. Например : «Өз елім», «Шынарым», «Шашбаулым», «Қазақтай ел қайда», «Сағындым Алматымды», «Үшқоңыр», «Анаға сәлем», «Қайран көңіл» . Вышли 3 альбома: «Сенің көзің», «Әттең-ай» и «Есіңе ал».

## Достижения
Вокалисты Мейрамбек Беспаев, Сакен Майгазиев, Кенжебек Жанабилев стали лауреатами государственной премии «Дарын». Являются Заслуженными артистами Республики Казахстан. В 2013 году в сентябре на телеканале MUZZONE «МузАРТ» выиграла премию EMA в номинации «Лучшая группа».

## Обвинения
В 2018 году преподаватель Евразийского национального университета имени Л. Н. Гумилёва Мырзантай Жакып обвинил певца МузАРТ Мейрамбека Беспаева покупке гранта, а также утверждает что ни разу его не видел за два года в своих лекциях. Также преподаватель рассказал что с руководство вуза идет устное распоряжение ставить певцам пятерки.